# Olga Niewska

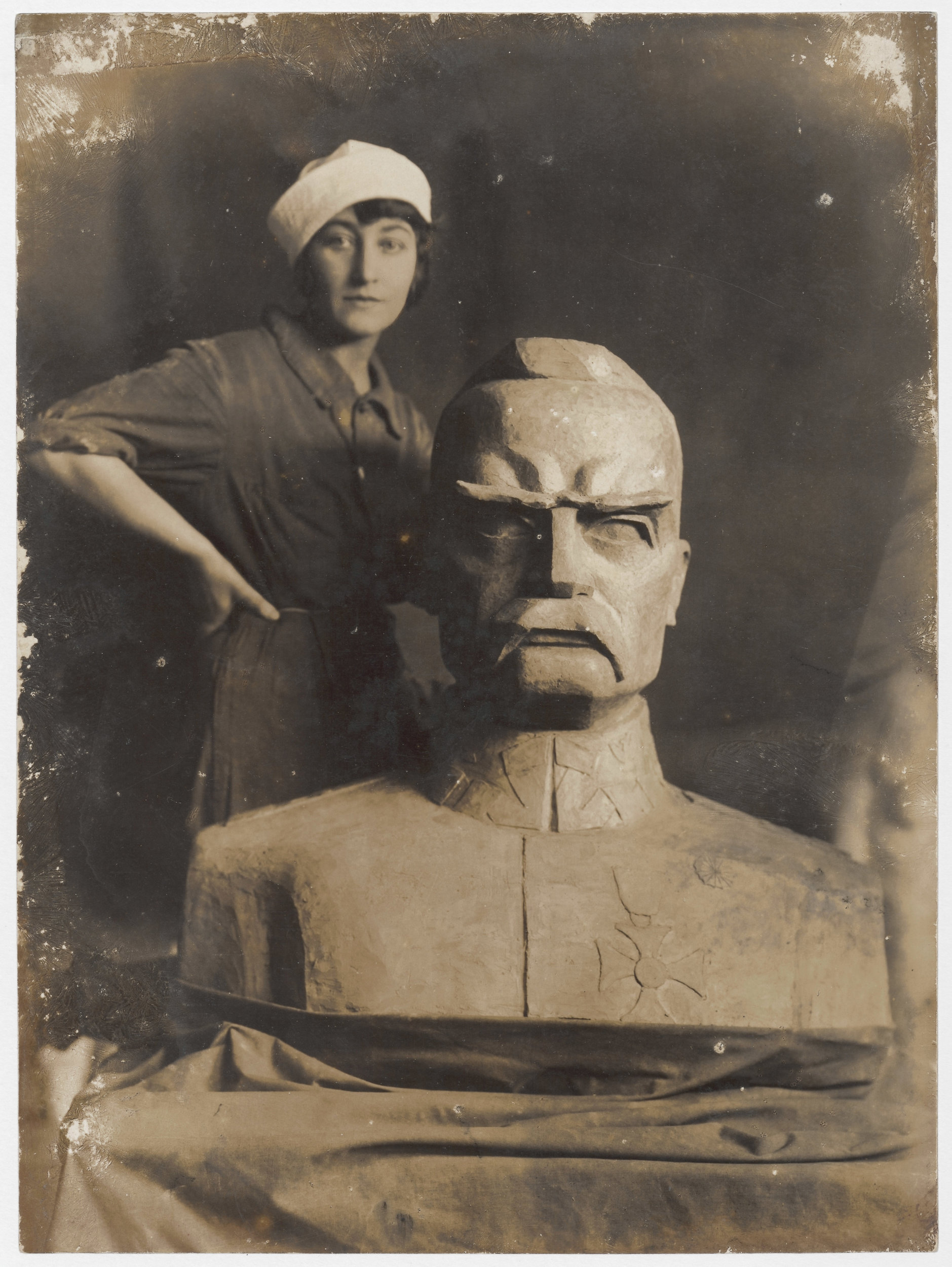
Niewska przy popiersiu Marszałka Józefa Piłsudskiego, w swojej pracowni w Warszawie, ok. 1930-1931.

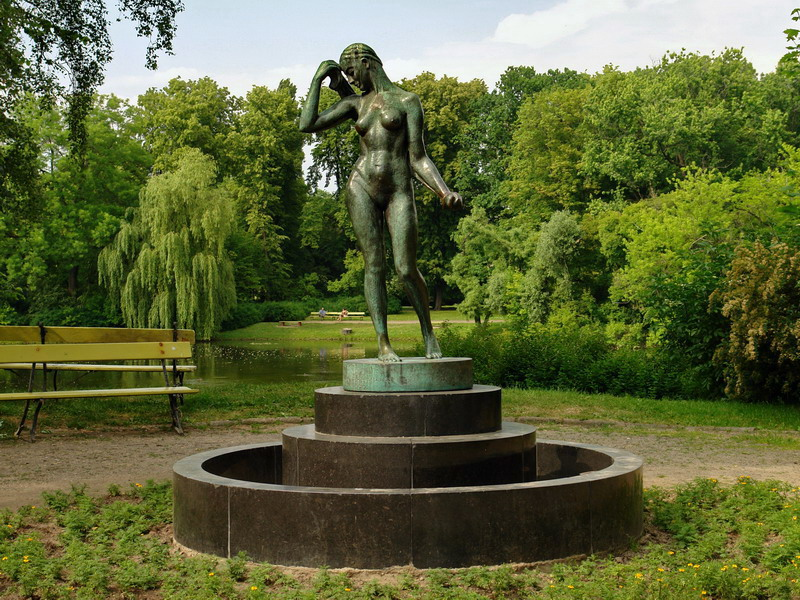
Kąpiąca się, Park Skaryszewski im. Ignacego Jana Paderewskiego w Warszawie

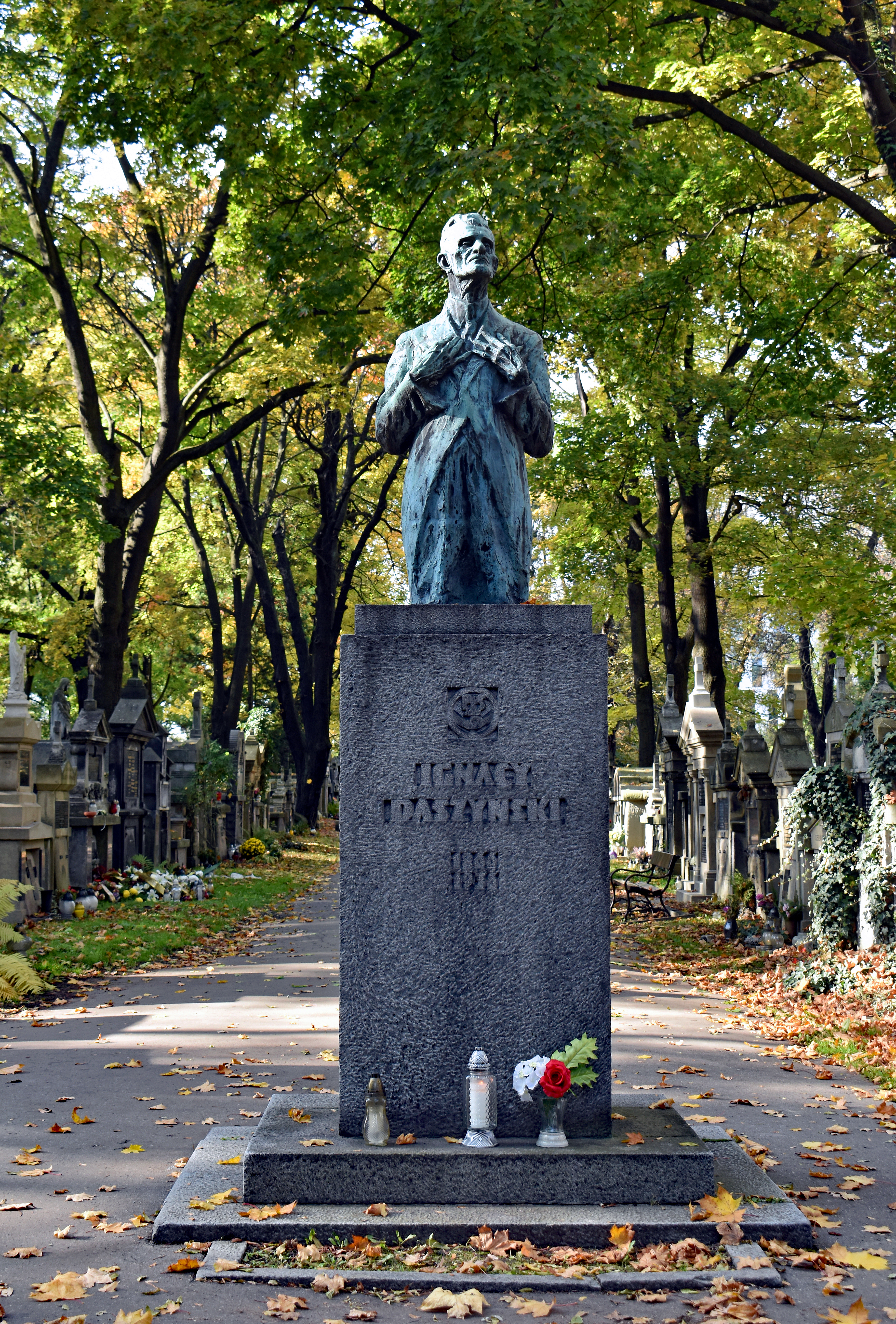
Pomnik Ignacego Daszyńskiego na Cmentarzu Rakowickim

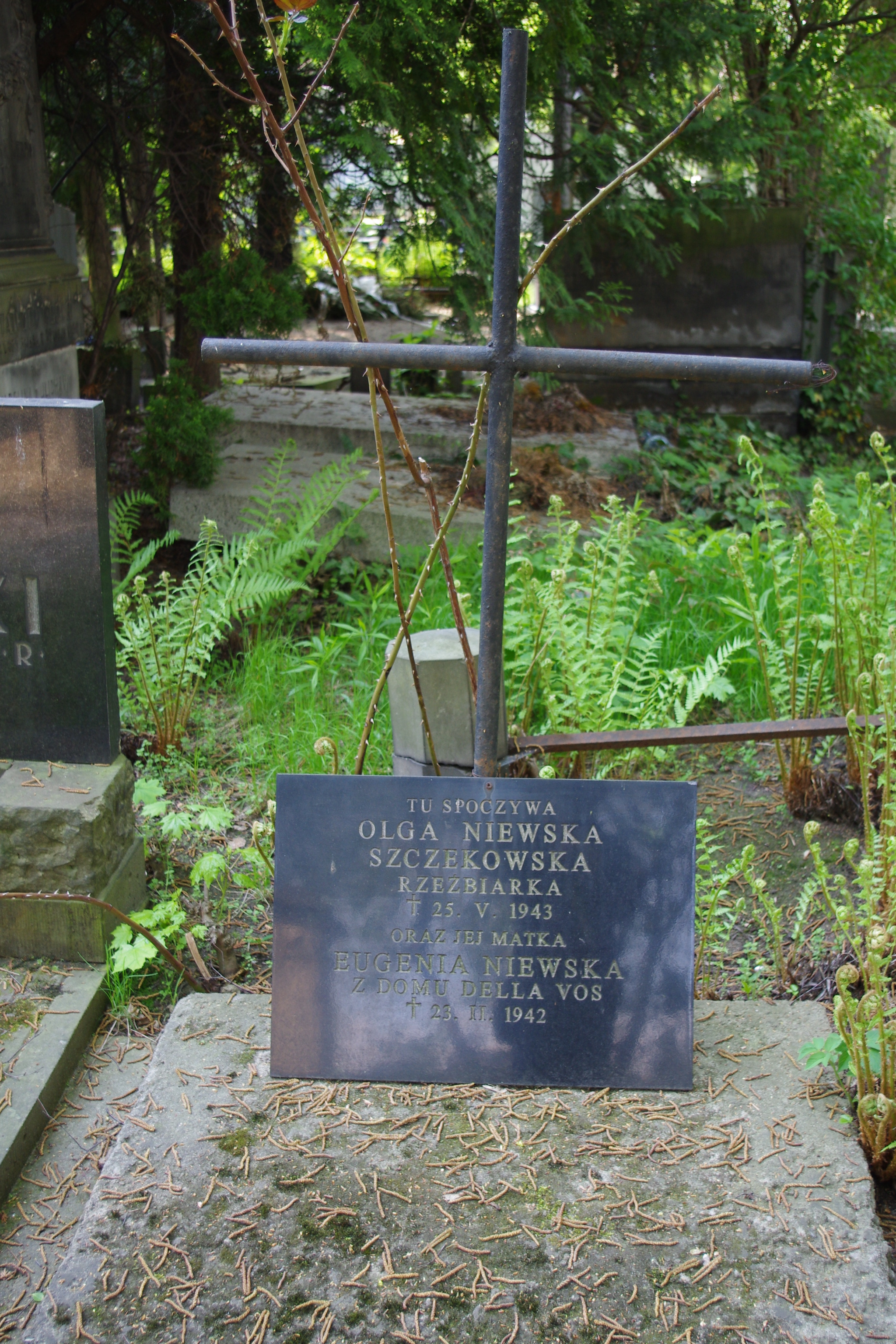
Grób Olgi Niewskiej na Cmentarzu ewangelicko-reformowanym w Warszawie.

Olga Niewska-Szczekowska (z domu Niewska, 1.v. Zbiza, 2.v. Mader, 3.v. Szczekowska), (ur. 28 maja 1898 w Charkowie, zm. 25 maja 1943 w Warszawie) – polska rzeźbiarka, jedna z pierwszych studentek w Akademii Sztuk Pięknych w Krakowie.

## Życiorys
Urodziła się 28 maja 1898 w rodzinie Jana Niewskiego i Eugenii z Della-vos.
Olga przejawiała upodobania rzeźbiarskie od wczesnych lat:

Już od dzieciństwa miałam tendencję do lepienia. Ofiarą padało ciasto w domu rodzicielskim. A często był świeży chleb. Ojciec powtarzał, oczywiście w żartach: „Oby tylko nie została rzeźbiarką”.

Po ukończeniu szkoły realnej studiowała w Kijowie w szkole malarskiej. W 1919 jako jedna z pierwszych kobiet rozpoczęła studia w Akademii Sztuk Pięknych w Krakowie w pracowni Konstantego Laszczki. Oprócz niej w pracowni Laszczki studiowały wtedy: Zofia Baltarowicz-Dzielińska, Natalia Milan, Janina Reichert, Roma Szereszewska, Zofia Mars, potem Izabella Koziebrodzka. Początkowo studiowała jako wolna słuchaczka, a potem jako studentka zwyczajna. Od 27 listopada 1920 prezentowała swoje prace w Pałacu Sztuki w Krakowie, o czym pisał S. Nowiński w „Rzeczpospolitej”:

P. Niewska, młoda rzeźbiarka, ma pomysły na miarę męskich fantazji i dłoni. Wierzyć się wprost nie chce, by drobna panienka, którą mi pokazywano – kowała sobie tak kapitalne figury jak jej „Stary myśliciel”. Oglądali go znawcy i dziwowali się śmiałości pomysłu przy udatności prowadzenia i wykończenia dzieła. Jej „Satyr”, dwa studia, „Demon” i portret F. Jasieńskiego – podbiły Kraków artystyczny i oglądający wystawy, pasowaną ją od razu na dojrzałą artystkę i sądzę uznanie to zdobędzie wszędzie, gdzie ze swoimi dziełami wystąpi.

Z okresu jej studiów zachowały się portrety Ignacego Daszyńskiego oraz Feliksa Jasińskiego. Autoportret oraz Portret Feliksa Jasieńskiego został nagrodzony w lipcu 1922 Nagrodą Jasieńskiego. A Portret Feliksa Jasieńskiego został zakupiony do zbiorów Muzeum Narodowego w Krakowie. Po trzech latach studiów, w 1923 przeniosła się do Warszawy. Pod koniec 1923 do portretu pozowała Niewskiej Mieczysława Ćwiklińska. W styczniu 1924 wystawiła w Warszawie swoje rzeźby w Salonie Czesława Garlińskiego. W latach 1926–1928 przebywała w Paryżu, gdzie uczyła się w Académie de la Grande-Chaumière u Bourdelle’a.
Dużą popularność przyniosły jej portrety znanych osobistości. Zgodzili się jej pozować nawet Józef Piłsudski (w 1926) i Ignacy Mościcki.
W 1928 wyszła za mąż za Henryka Madera, aby do tego doszło, Mader musiał się najpierw rozwieść z Mieczysławą Ćwiklińską. Znajomość z Maderem zapoczątkowana była w czasie, kiedy Niewska rzeźbiła Ćwiklińską. W 1928 na dorocznej wystawie w Salonie Związku Zawodowego Polskich Artystów Plastyków w Warszawie jej rzeźba Kąpiąca się uzyskała Nagrodę m. st. Warszawy za 1928. Rok później, 28 września, rzeźbę Kąpiąca się odsłonięto w parku Paderewskiego. Lata trzydzieste były okresem dużej aktywności twórczej artystki. Poza monumentalnymi rzeźbami portretowymi zajmowała się również rzeźbą sportową, oraz medalierstwem. Krótko przed wojną wykonała jedną ze swoich najlepszych prac, portret Stefana Jaracza.
Odznaczona belgijskim Krzyżem Oficerskim Orderu Leopolda II.
Olga Niewska zaprojektowała medal z okazji zdobycia na własność przez Polskę Pucharu Gordona Bennetta. Medal został wręczony w styczniu 1936 przez prezesa L.O.P.P. gen. Leona Berbeckiego lotnikom, którzy brali udział w zawodach z 1935.
W 1936 wyszła za mąż za Władysława Szczekowskiego, był to jej trzeci mąż. We wrześniu 1939, podczas pierwszych nalotów na Warszawę spłonęła jej pracownia. W 1943 zachorowała i trafiła do szpitala. Zmarła w wyniku komplikacji pooperacyjnych 25 maja tego roku. Została pochowana w miejscu dla osób zasłużonych na Cmentarzu Ewangelicko-Reformowanym w Warszawie (kwatera F-2-2), niedaleko grobu Stefana Żeromskiego.

## Wystawy indywidualne
- luty 1922 – Wystawa rzeźb Olgi Niewskiej, w Pałacu Sztuki Towarzystwa Przyjaciół Sztuk Pięknych w Krakowie[3][11]
- luty 1923 – Wystawa rzeźb Olgi Niewskiej, Towarzystwo Zachęty Sztuk Pięknych w Warszawie[12]

## Wystawy zbiorowe
Brała udział w trzydziestu dwóch wystawach zbiorowych, między innymi: w Krakowie, Warszawie, Poznaniu, Bydgoszczy, Amsterdamie, Los Angeles, Brukseli, Berlinie, Paryżu, Nowym Jorku.

## Nagrody
- 1922 – nagroda Polskiej Akademii Umiejętności
- 1928 – nagroda m. st. Warszawy za rok 1928
- 1937 – złoty medal za rzeźbę Pelikan na międzynarodowej wystawie „Sztuka i technika” w Paryżu

## Galeria

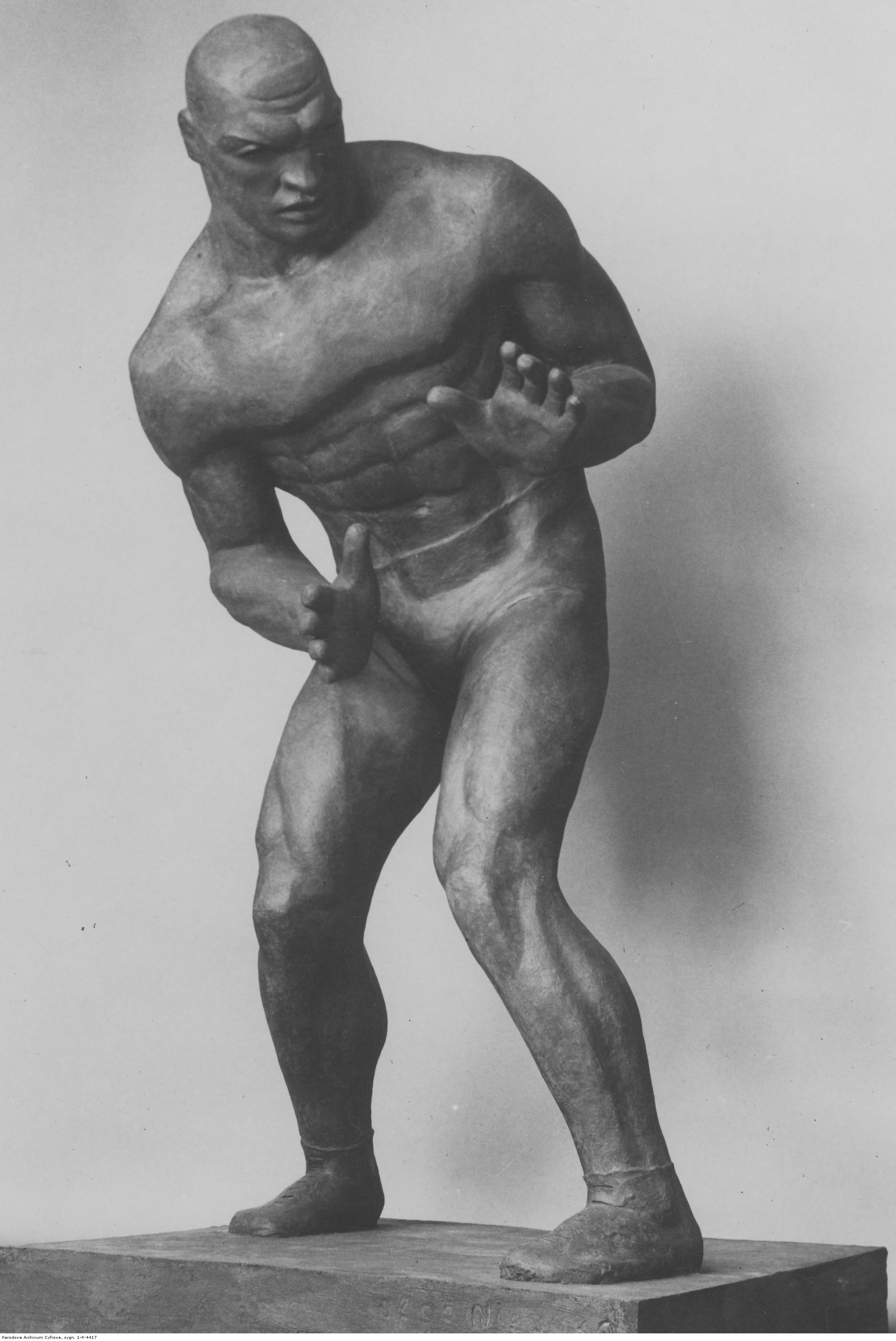
„Bokser”
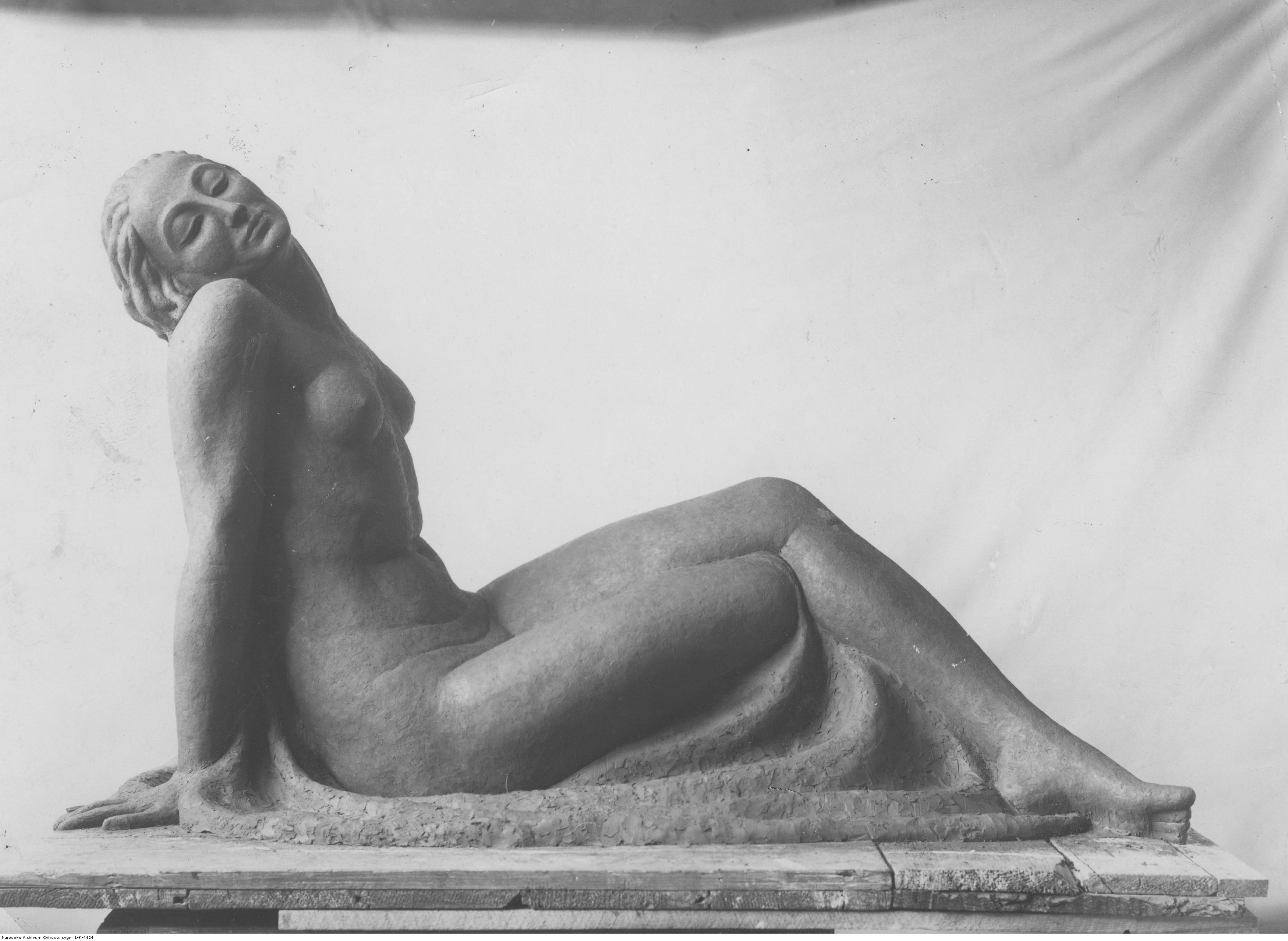
„Przebudzenie”
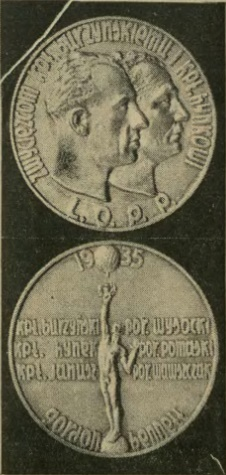
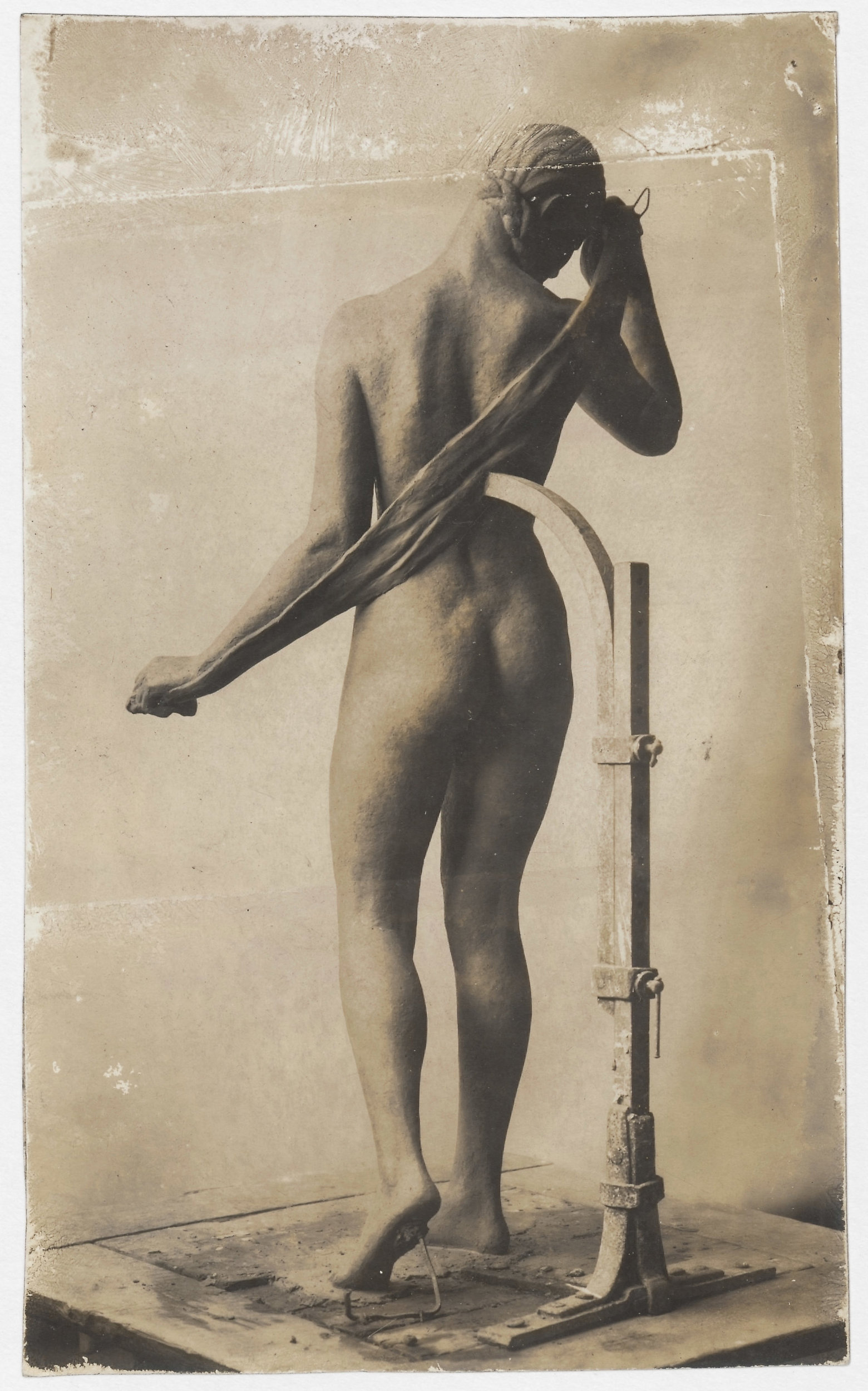
„Kąpiąca się”
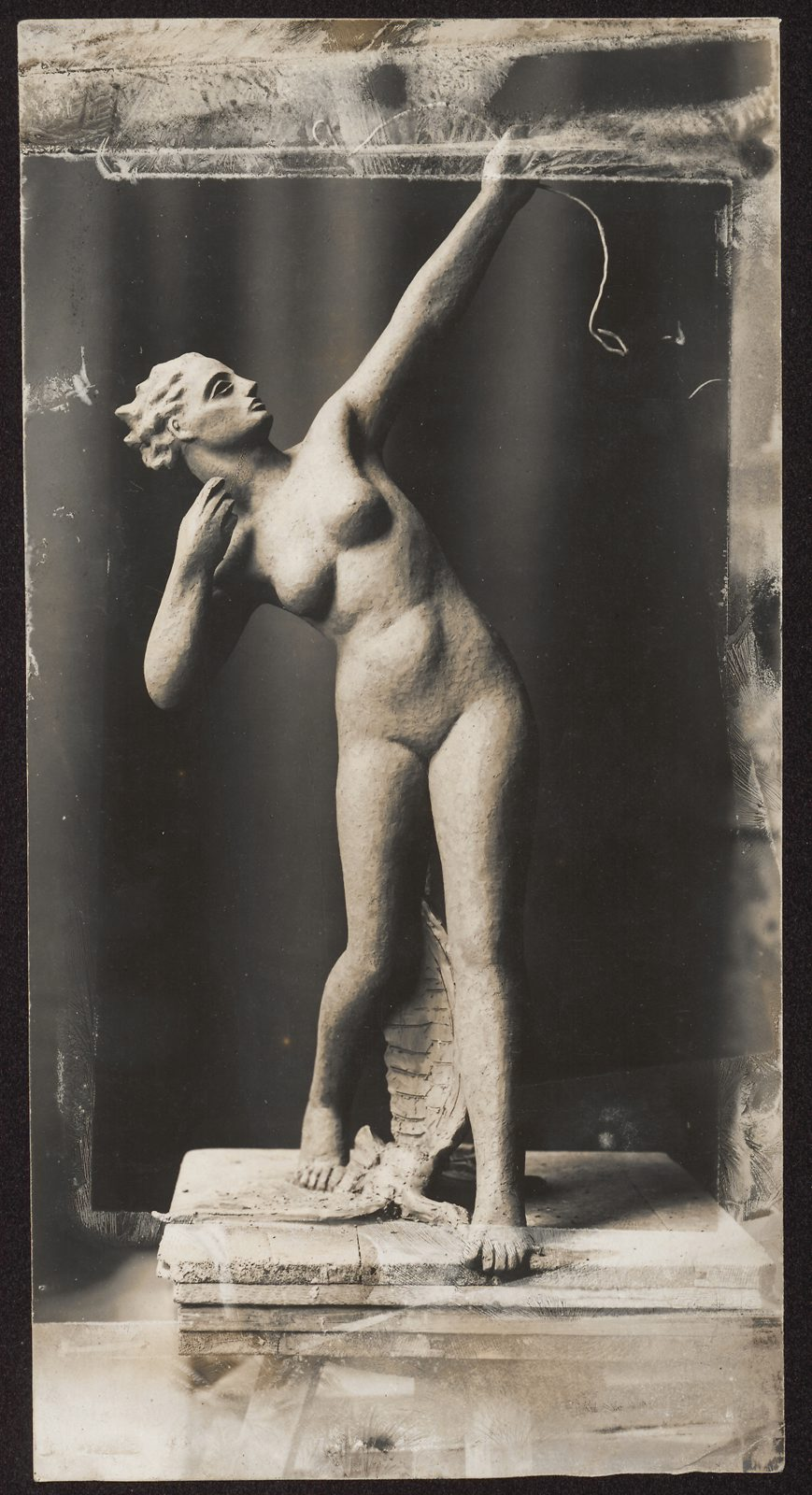
„Łuczniczka”, 1927
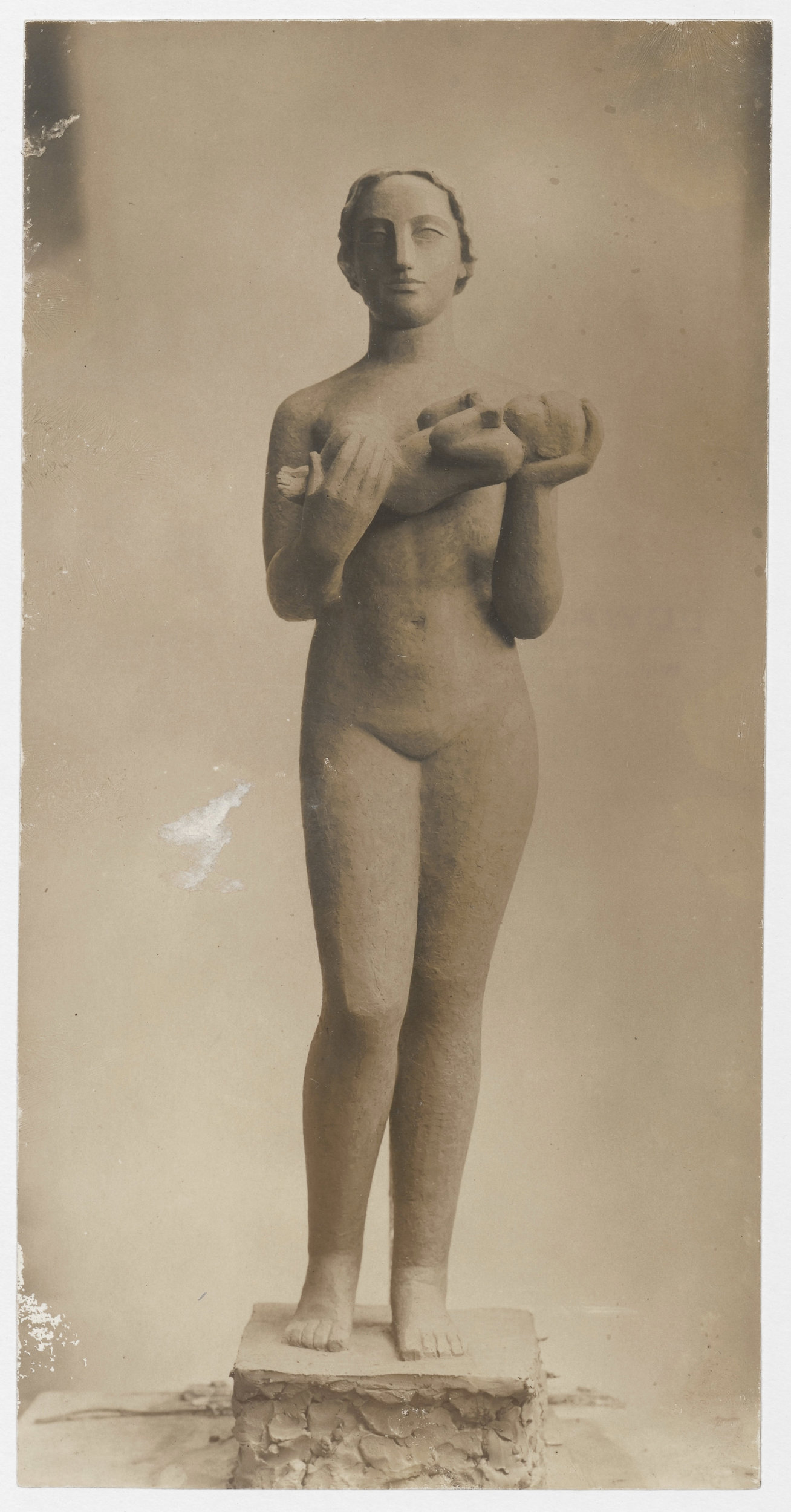
Postać nagiej kobiety z dzieckiem na rękach
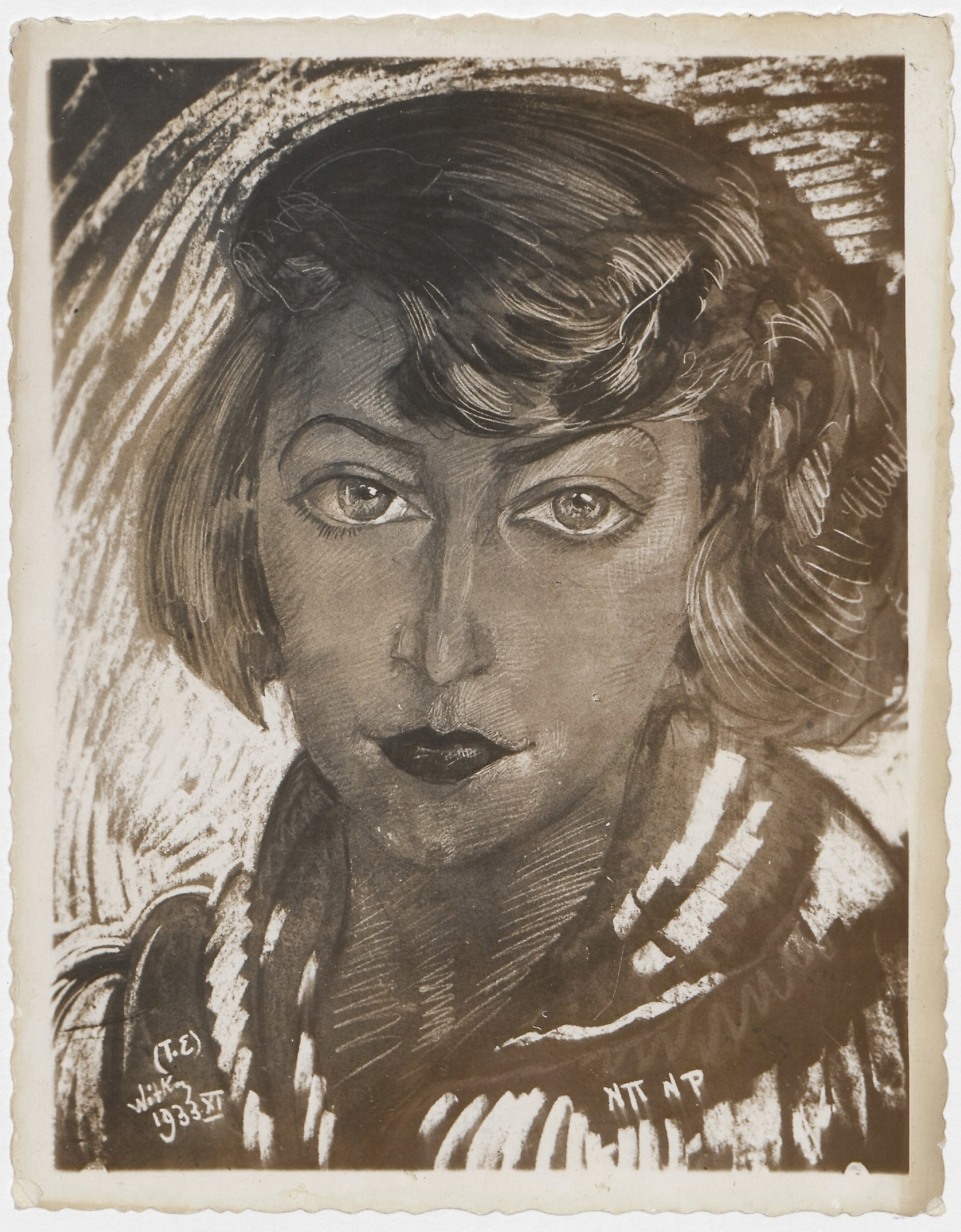
Witkacy. Portret Olgi Niewskiej, 1933